# Stephen Hicks
Stephen Ronald Craig Hicks (19 augustus 1960) is een Canadees-Amerikaans filosoof, vooral bekend van zijn publicatie: Nietzsche and the Nazis uit 2010. Hij doceert aan de Rockford University, waar hij ook het Center for Ethics and Entrepreneurship leidt.

## Loopbaan
Hicks behaalde een Bachelor of Arts en Master of Arts aan de University of Guelph, en een Doctor of Philosophy aan de Indiana University in Bloomington. Zijn proefschrift was een verdediging van het epistemologisch fundamentalisme of foundationalisme.
Hicks heeft artikelen en essays gepubliceerd over uiteenlopende onderwerpen, waaronder ondernemerschap, het vrije woord in de academische wereld, de geschiedenis en ontwikkeling van de moderne kunst, het objectivisme van Ayn Rand, bedrijfsethiek en de filosofie van het onderwijs, waaronder een reeks YouTube-lezingen.
Hicks is ook co-editor, met David Kelley, van een leerboek over kritisch denken, The Art of Reasoning: Readings for Logical Analysis (W. W. Norton & Co., tweede editie, 1998), Entrepreneurial Living met Jennifer Harrolle (CEEF, 2016), Liberalism Pro and Con (Connor Court, 2020), Art: Modern, Postmodern, and Beyond (met Michael Newberry, 2021) en Eight Philosophies of Education (met Andrew C. Colgan, verschenen in 2023).

## Nietzsche and the Nazis
Hicks' bekendste documentaire en boek, Nietzsche and the Nazis, is een onderzoek naar de ideologische en filosofische wortels van het Nationaal Socialisme, met name hoe de ideeën van Friedrich Nietzsche door Adolf Hitler en de nazi's werden gebruikt en misbruikt om hun overtuigingen en praktijken te rechtvaardigen. Dit werd in 2006 uitgebracht als een videodocumentaire en vervolgens in 2010 als een boek.

## Kritiek
Hicks' boek Explaining Postmodernism werd bekritiseerd door Matt McManus (docent sociologie aan de Universiteit van Calgary en auteur van onder meer The Rise of Post-Modern Conservatism en A Critical Legal Examination of Liberalism and Liberal Rights) omdat het een verkeerde voorstelling geeft van een groot deel van de westerse filosofie en "vol met verkeerde interpretaties, veronderstellingen, retorische overdrijving en zelfs ronduit feitelijke fouten staat."

## Publicaties
- Nietzsche and the Nazis (Ockham's Razor, 2010)
- Free Speech & Postmodernism (Ockham's Razor, 2010)
- Ayn Rand and Contemporary Business Ethics (Ockham's Razor, 2010)
- Defending Shylock: Productive Work in Financial Markets (Ockham's Razor, 2011)
- What Business Ethics Can Learn From Entrepreneurship (Ockham's Razor, 2011)
- Explaining Postmodernism: Skepticism and Socialism from Rousseau to Foucault (Ockham's Razor, 2013)
- Entrepreneurial Living: 15 Stories of Innovation, Risk, and Achievement and One Story of Abject Failure (CEE Foundation, 2017)
- More Entrepreneurial Living: 16 More Stories of Innovation, Risk, and Achievement (CEE Foundation, 2017)
- Pocket Guide to Postmodernism (The Atlas Society, 2020)
- Pocket Guide to Philosophies of Education (The Atlas Society, 2021)